# Sindaci di Atene

## Elenco dei Sindaci di Atene
Elenco dei sindaci di Atene

### Regno di Grecia (1832-1924)
| Sindaco | Sindaco                    | Mandato           | Mandato           | Partito              |
| Sindaco | Sindaco                    | Inizio            | Fine              | Partito              |
| ------- | -------------------------- | ----------------- | ----------------- | -------------------- |
| 1       | Anargyros Petrakis         | 9 maggio 1836     | 25 gennaio 1837   | Partito Francese     |
| 2       | Angelos Gerontas           | 26 gennaio 1837   | 10 giugno 1837    | Partito Francese     |
| 3       | Dimitrios Kallifronas      | 11 giugno 1837    | 5 luglio 1837     | Partito Russo        |
| 2       | Angelos Gerontas           | 6 luglio 1837     | 5 settembre 1840  | Partito Francese     |
| 3       | Dimitrios Kallifronas      | 6 settembre 1840  | 15 marzo 1841     | Partito Inglese      |
| 4       | Dimitrios Misaraliotis     | 16 marzo 1841     | 15 agosto 1841    | Partito Russo        |
| 1       | Anargyros Petrakis         | 16 agosto 1841    | 20 ottobre 1843   | Partito Francese     |
| 5       | Spyridon Benizelos         | 21 ottobre 1843   | 11 novembre 1850  | Partito Inglese      |
| 6       | Nikolaos Zacharitsas       | 12 novembre 1850  | 28 agosto 1851    | Partito Russo        |
| 7       | Ioannis Koniaris           | 29 agosto 1851    | 13 novembre 1854  | Indipendente         |
| 8       | Konstantinos Galatis       | 14 novembre 1854  | 24 marzo 1857     | Indipendente         |
| 5       | Spyridon Benizelos         | 25 marzo 1857     | 3 dicembre 1857   | Partito Inglese      |
| 9       | Georgios Skoufos           | 4 dicembre 1857   | 12 ottobre 1862   | Partito Francese     |
| 10      | Emmanuel Koutsikaris       | 13 ottobre 1862   | 27 agosto 1865    | Partito Russo        |
| 11      | Periklis Zacharitsas       | 28 agosto 1865    | 21 aprile 1866    | Partito Russo        |
| 9       | Georgios Skoufos           | 22 aprile 1866    | 21 aprile 1870    | Partito Francese     |
| 12      | Panagis Kyriakos           | 22 aprile 1870    | 10 maggio 1879    | Indipendente         |
| 13      | Dimitrios Soutsos          | 11 maggio 1879    | 30 settembre 1887 | Partito Nuovo        |
| 14      | Thrasyvoulos Papalexandris | 1º ottobre 1887   | 16 dicembre 1887  | Indipendente         |
| 15      | Timoleon Filimon           | 17 dicembre 1887  | 30 settembre 1891 | Partito Nuovo        |
| 16      | Michail Melas              | 1º ottobre 1891   | 31 ottobre 1894   | Partito Nazionalista |
| 17      | Dimitrios Silyvriotis      | 1º novembre 1894  | 30 novembre 1895  | Indipendente         |
| 18      | Lambros Kallifronas        | 1º dicembre 1895  | 10 novembre 1899  | Indipendente         |
| 19      | Spyridon Merkouris         | 1º dicembre 1899  | 31 marzo 1914     | Partito Nuovo        |
| 20      | Emmanuel Benakis           | 1º aprile 1914    | 25 novembre 1916  | Partito dei Liberali |
| 21      | Georgios Tsochas           | 26 novembre 1916  | 8 luglio 1917     | Partito Populista    |
| 22      | Spyridon Patsis            | 9 luglio 1917     | 26 novembre 1920  | Partito dei Liberali |
| 21      | Georgios Tsochas           | 26 novembre 1920  | 20 settembre 1922 | Partito Populista    |
| 22      | Spyridon Patsis            | 21 settembre 1922 | 30 novembre 1925  | Partito dei Liberali |

### Seconda Repubblica ellenica (1924-1935)
| Sindaco | Sindaco              | Mandato           | Mandato           | Partito                       |
| Sindaco | Sindaco              | Inizio            | Fine              | Partito                       |
| ------- | -------------------- | ----------------- | ----------------- | ----------------------------- |
| 22      | Spyridon Patsis      | 1º dicembre 1925  | 31 agosto 1929    | Partito dei Liberali          |
| 19      | Spyridon Merkouris   | 1º settembre 1929 | 31 marzo 1934     | Partito dei Liberali          |
| 23      | Konstantinos Kotzias | 1º aprile 1934    | 15 settembre 1936 | Partito della Libera Opinione |

### Regno di Grecia (1935-1941)
| Sindaco                         | Sindaco                         | Mandato                         | Mandato                         | Partito                         |
| Sindaco                         | Sindaco                         | Inizio                          | Fine                            | Partito                         |
| Regime del 4 agosto (1936-1941) | Regime del 4 agosto (1936-1941) | Regime del 4 agosto (1936-1941) | Regime del 4 agosto (1936-1941) | Regime del 4 agosto (1936-1941) |
| ------------------------------- | ------------------------------- | ------------------------------- | ------------------------------- | ------------------------------- |
| 24                              | Ambrosios Plytas                | 16 settembre 1936               | 10 maggio 1941                  | Indipendente                    |
| 25                              | Konstantinos Mermigas           | 11 maggio 1941                  | 1º agosto 1941                  | Indipendente                    |

### Stato ellenico (1941-1944)
| Sindaco                           | Sindaco                           | Mandato                           | Mandato                           | Partito                           |
| Sindaco                           | Sindaco                           | Inizio                            | Fine                              | Partito                           |
| Occupazione dell'Asse (1941-1944) | Occupazione dell'Asse (1941-1944) | Occupazione dell'Asse (1941-1944) | Occupazione dell'Asse (1941-1944) | Occupazione dell'Asse (1941-1944) |
| --------------------------------- | --------------------------------- | --------------------------------- | --------------------------------- | --------------------------------- |
| 26                                | Angelos Georgatos                 | 2 agosto 1941                     | 11 ottobre 1944                   | Indipendente (Collaborazionista)  |

### Regno di Grecia (1944-1974)
| Sindaco                              | Sindaco                   | Mandato           | Mandato           | Partito                                                         |
| Sindaco                              | Sindaco                   | Inizio            | Fine              | Partito                                                         |
| ------------------------------------ | ------------------------- | ----------------- | ----------------- | --------------------------------------------------------------- |
| 27                                   | Aristeidīs Skliros        | 12 ottobre 1944   | 17 maggio 1946    | Partito dei Liberali                                            |
| 28                                   | Ioannis Pitsikas          | 18 maggio 1946    | 17 agosto 1950    | Partito Populista                                               |
| 29                                   | Antonio Ragousis          | 18 agosto 1950    | 19 maggio 1951    | Indipendente                                                    |
| 23                                   | Konstantinos Kotzias      | 20 maggio 1951    | 6 luglio 1951     | Schieramento Indipendente Politico                              |
| 30                                   | Konstantinos Nikolopoulos | 6 luglio 1951     | 11 luglio 1951    | Indipendente                                                    |
| 23                                   | Konstantinos Kotzias      | 12 luglio 1951    | 8 dicembre 1951   | Schieramento Indipendente Politico                              |
| 31                                   | Konstantinos Deligiannis  | 9 dicembre 1951   | 17 dicembre 1951  | Indipendente                                                    |
| 30                                   | Konstantinos Nikolopoulos | 18 dicembre 1951  | 12 febbraio 1955  | Indipendente                                                    |
| 32                                   | Pafsanias Katsotas        | 13 febbraio 1955  | 8 ottobre 1955    | Partito dei Liberali                                            |
| 33                                   | Fokion Theodoropoulos     | 9 ottobre 1955    | 14 ottobre 1955   | Indipendente                                                    |
| 32                                   | Pafsanias Katsotas        | 15 ottobre 1955   | 2 febbraio 1956   | Partito dei Liberali                                            |
| 34                                   | Alexandros Magriplis      | 2 febbraio 1956   | 10 febbraio 1956  | Indipendente                                                    |
| 32                                   | Pafsanias Katsotas        | 10 febbraio 1956  | 28 giugno 1959    | Partito dei Liberali                                            |
| 35                                   | Angelos Tsoukalas         | 29 giugno 1959    | 5 giugno 1964     | Partito dei Liberali (fino al 1961) Unione di Centro (dal 1961) |
| 36                                   | Ioannis Papakonstantinou  | 6 giugno 1964     | 14 settembre 1964 | Indipendente                                                    |
| 37                                   | Georgios Plytas           | 15 settembre 1964 | 21 aprile 1967    | Unione Radicale Nazionale                                       |
| Dittatura dei colonnelli (1967-1974) |                           |                   |                   |                                                                 |
| 37                                   | Georgios Plytas           | 21 aprile 1967    | 9 dicembre 1967   | Unione Radicale Nazionale                                       |
| 38                                   | Dimitrios Ritsos          | 10 dicembre 1967  | 17 settembre 1974 | Militare                                                        |

### Terza Repubblica ellenica (1974-presente)
| Sindaco | Sindaco | Sindaco               | Mandato           | Mandato           | Partito                          |
| Sindaco | Sindaco | Sindaco               | Inizio            | Fine              | Partito                          |
| ------- | ------- | --------------------- | ----------------- | ----------------- | -------------------------------- |
| 39      |         | Konstantinos Daras    | 25 settembre 1974 | 1º giugno 1975    | Indipendente                     |
| 40      |         | Giannis Papatheodorou | 1º giugno 1975    | 31 dicembre 1978  | Unione di Centro - Nuove Forze   |
| 41      |         | Dimitrios Beis        | 1º gennaio 1979   | 31 dicembre 1986  | Movimento Socialista Panellenico |
| 42      |         | Miltiadīs Evert       | 1º gennaio 1987   | 14 maggio 1989    | Nuova Democrazia                 |
| 43      |         | Nikolaos Giatrakos    | 15 maggio 1989    | 31 dicembre 1990  | Indipendente                     |
| 44      |         | Antonis Tritsis       | 1º gennaio 1991   | 7 aprile 1992     | Movimento Radicale Greco         |
| 45      |         | Leonidas Kouris       | 22 aprile 1992    | 31 dicembre 1994  | Nuova Democrazia                 |
| 46      |         | Dīmītrīs Avramopoulos | 1º gennaio 1995   | 31 dicembre 2002  | Nuova Democrazia                 |
| 47      |         | Ntora Mpakogiannī     | 1º gennaio 2003   | 14 febbraio 2006  | Nuova Democrazia                 |
| 48      |         | Theodoros Bechrakis   | 24 febbraio 2006  | 17 gennaio 2007   | Nuova Democrazia                 |
| 49      |         | Nikītas Kaklamanīs    | 18 gennaio 2007   | 31 dicembre 2010  | Nuova Democrazia                 |
| 50      |         | Geōrgios Kaminīs      | 1º gennaio 2011   | 4 maggio 2019     | Movimento Socialista Panellenico |
| 51      |         | Georgios Broulias     | 8 maggio 2019     | 1º settembre 2019 | Indipendente                     |
| 52      |         | Kōstas Mpakogiannī    | 25 agosto 2019    | 31 dicembre 2023  | Nuova Democrazia                 |
| 53      |         | Charīs Doukas         | 1º gennaio 2024   | in carica         | Movimento Socialista Panellenico |